# Nikuman
Nikuman (肉まん có nguồn gốc từ niku (肉饅頭 thịt) và manjū) là món bánh bao của Nhật Bản. Vỏ bánh làm từ bột mì, nhân làm từ thịt lợn nấu chín hoặc các thành phần khác. Nó là một dạng của chūka man (中華まん dịch là "bánh hấp Trung Hoa") tương tự như bánh bao (tiếng Trung: 包子) của người Trung Quốc, hay bánh nhân thịt trong tiếng Anh.

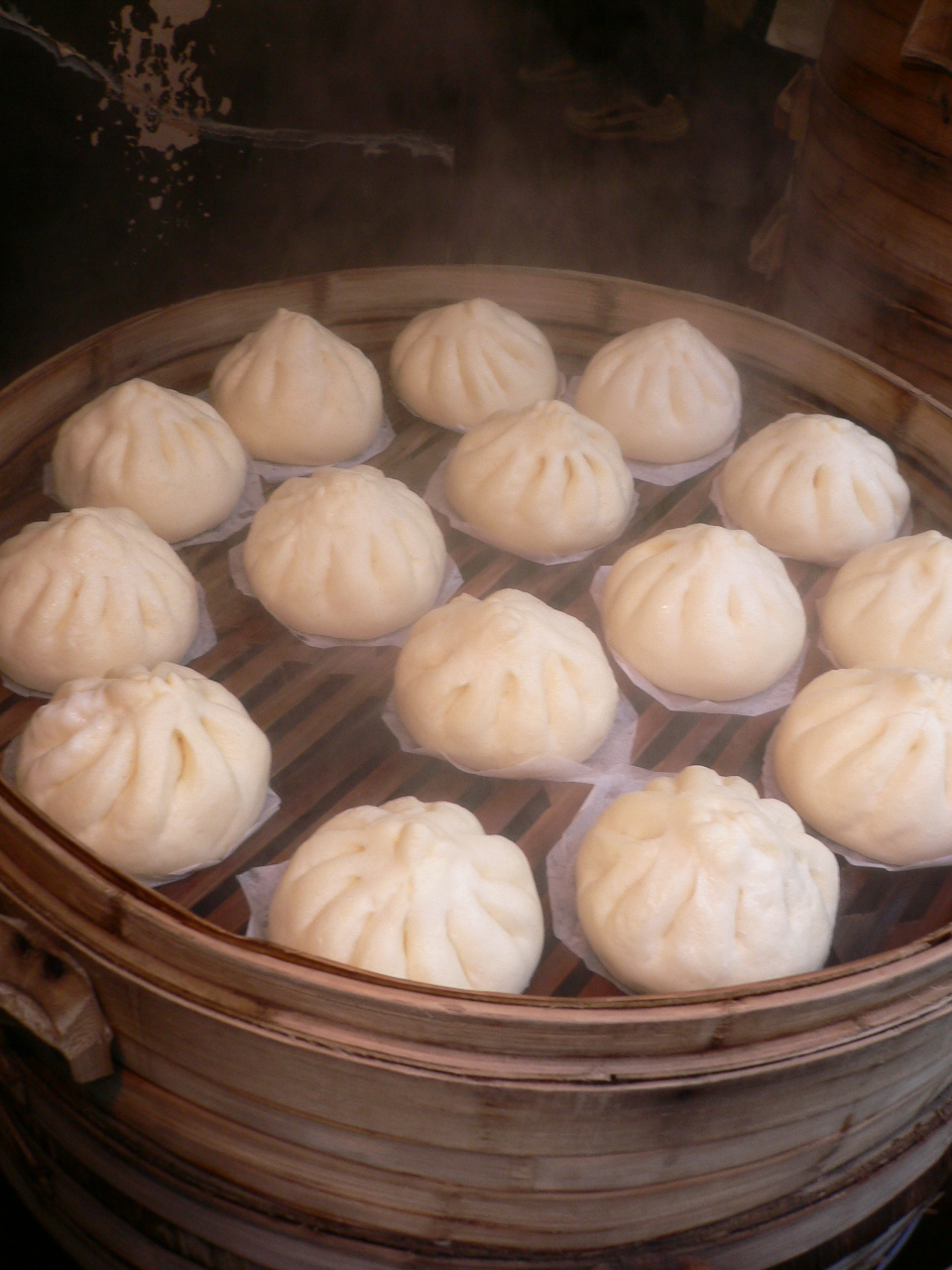
Nikuman

Nikuman là bánh hấp và được bán chung với các loại thực phẩm đường phố. Từ khoảng tháng 8 đến tháng 9, qua những tháng mùa đông cho đến khi bắt đầu tháng 4, Chūka man luôn được bán trong các cửa hàng tiện lợi, nơi chúng được bảo quản nóng.